# A Fistful of Alice
A Fistful of Alice ist ein am 29. Juli 1997 erstmals veröffentlichtes Musikalbum des US-amerikanischen Rockmusikers Alice Cooper. Es ist das dritte Livealbum des Künstlers. Es wurde am Sonntag, den 2. Juni 1996 in Sammy Hagars Cabo Wabo Cantina in Cabo San Lucas mithilfe zahlreicher Gastmusiker aufgenommen. Das Album enthält neben dreizehn live aufgenommenen Titeln auch einen Studiotrack.

## Hintergrund
Alice Cooper hatte 1994 das Konzeptalbum The Last Temptation veröffentlicht. Zwei Jahre später plante MTV, ein Konzert Coopers zu filmen. Ursprünglich war geplant, dieses Konzert in Las Vegas stattfinden zu lassen, was aufgrund von Problemen mit zwei potentiellen Veranstaltern nicht realisierbar war. Es wurde entschieden, ein exklusives Konzert in Cabo San Lucas zu organisieren, wo der Musiker Sammy Hagar den Nachtclub Cabo Wabo Cantina betreibt. Neben den damit verbundenen logistischen Problemen gab es auch technische Schwierigkeiten, die es erforderlich machten, während des Konzerts nach jedem dritten Lied eine Pause von 45 Sekunden zu machen, damit Filmrollen gewechselt werden konnten.
Cooper war mit seinem bis dahin einzigen Livealbum, dem 1977 veröffentlichten The Alice Cooper Show, nie zufrieden gewesen. Dieses Album war am Ende einer langen Tournee entstanden, Cooper selbst befand sich auf dem Höhepunkt seiner Alkoholsucht. Aus diesem Grund gefiel ihm die Idee, wie zum Beginn seiner Karriere in einem kleinen Club zu spielen und das Konzert aufzuzeichnen.
Während des Konzerts am 2. Juni 1996 verzichtete Alice Cooper weitestgehend auf seine bis dahin bekannte spektakuläre Bühnenshow, auf Kostüme und Horrorszenarien, und rückte stattdessen die Musik in den Mittelpunkt. Coopers Band bestand bei der 17 Lieder umfassenden Show aus den Gitarristen Ryan Roxie und Reb Beach (Winger, Whitesnake), dem Keyboarder Paul Taylor (bereits 1986 und 1987 für Cooper tätig und danach Gründungsmitglied von Winger), dem Bassisten Todd Jensen, sowie Schlagzeuger Jimmy DeGrasso (Y&T). Als Gastmusiker wirkten zudem Sammy Hagar, Slash und Rob Zombie mit.
Für die CD wurden am Ende 13 Stücke zur Veröffentlichung ausgewählt. Das Album wurde inzwischen, teilweise mit anderem Titel (Live At Cabo Wabo ’96, 2005), mehrfach wiederveröffentlicht. Eine vollständige Fassung des Konzerts ist auf einer 2000 in Japan veröffentlichten Version zu hören, 2003 und 2004 wurde das Album digital verfügbar, und 2010 erschien ein Vinyl-Doppelalbum mit 15 Liedern.

## Is Anyone Home?
Das einzige im Studio aufgenommene Lied des Albums, Is Anyone Home?, wurde in den A&M Studios und im Phase Four Recording Studio aufgenommen und von Alice Cooper produziert. Die beteiligten Musiker neben Cooper waren Dan Wexler und Steve Farris (Gitarren), Matt Laug (Schlagzeug) und Merrit Morrison (Bass).

## Titelliste

### UK Version (Europäische Version)
| Nr.          | Titel                                          | Autor(en)                                                                | Länge |
| ------------ | ---------------------------------------------- | ------------------------------------------------------------------------ | ----- |
| 1.           | School’s Out (Gastmusiker: Sammy Hagar)        | Michael Bruce / Glen Buxton / Alice Cooper / Dennis Dunaway / Neal Smith | 4:24  |
| 2.           | Under My Wheels                                | Bruce / Dunaway / Bob Ezrin                                              | 3:29  |
| 3.           | I’m Eighteen                                   | Bruce / Buxton / Cooper / Dunaway / Smith                                | 3:28  |
| 4.           | Desperado                                      | Bruce / Cooper                                                           | 3:47  |
| 5.           | Lost in America (Gastmusiker: Slash)           | Cooper / Dan Wexler                                                      | 4:10  |
| 6.           | Teenage Lament ’74                             | Cooper / Smith                                                           | 4:15  |
| 7.           | I Never Cry                                    | Cooper / Dick Wagner                                                     | 3:28  |
| 8.           | Poison                                         | Desmond Child / Cooper / John McCurry                                    | 3:53  |
| 9.           | No More Mr. Nice Guy                           | Cooper / Bruce                                                           | 3:01  |
| 10.          | Welcome to My Nightmare                        | Cooper / Wagner                                                          | 3:49  |
| 11.          | Only Women Bleed (Gastmusiker: Slash)          | Cooper / Wagner                                                          | 3:00  |
| 12.          | Feed My Frankenstein (Gastmusiker: Rob Zombie) | Nick Coler / Cooper / Zodiac Mindwarp / Ian Richardson                   | 3:01  |
| 13.          | Elected (Gastmusiker: Rob Zombie)              | Bruce / Buxton / Cooper / Dunaway / Smith                                | 3:21  |
| 14.          | Is Anyone Home? (Bonustrack (Studioaufnahme))  | Cooper / Wexler                                                          | 4:54  |
| Gesamtlänge: | Gesamtlänge:                                   | Gesamtlänge:                                                             | 50:20 |

### US-amerikanische Version
| Nr.          | Titel                                          | Autor(en)                                                                | Länge |
| ------------ | ---------------------------------------------- | ------------------------------------------------------------------------ | ----- |
| 1.           | School’s Out (Gastmusiker: Sammy Hagar)        | Michael Bruce / Glen Buxton / Alice Cooper / Dennis Dunaway / Neal Smith | 4:21  |
| 2.           | I’m Eighteen                                   | Bruce / Buxton / Cooper / Dunaway / Smith                                | 3:47  |
| 3.           | Desperado                                      | Bruce / Cooper                                                           | 4:10  |
| 4.           | Lost in America (Gastmusiker: Slash)           | Cooper / Dan Wexler                                                      | 4:14  |
| 5.           | Teenage Lament ’74                             | Cooper / Smith                                                           | 3:28  |
| 6.           | I Never Cry                                    | Cooper / Dick Wagner                                                     | 3:53  |
| 7.           | Poison                                         | Desmond Child / Cooper / John McCurry                                    | 4:50  |
| 8.           | Billion Dollar Babies                          | Cooper / Bruce / Smith / Vinson                                          | 3:21  |
| 9.           | Welcome to My Nightmare                        | Cooper / Wagner                                                          | 4:59  |
| 10.          | Only Women Bleed (Gastmusiker: Slash)          | Cooper / Wagner                                                          | 6:54  |
| 11.          | Feed My Frankenstein (Gastmusiker: Rob Zombie) | Coler / Cooper / Mindwarp / Ian Richardson                               | 4:29  |
| 12.          | Elected (Gastmusiker: Rob Zombie/Slash)        | Bruce / Buxton / Cooper / Dunaway / Smith                                | 5:00  |
| 13.          | Is Anyone Home? (Bonustrack (Studioaufnahme))  | Cooper / Wexler                                                          | 4:21  |
| Gesamtlänge: | Gesamtlänge:                                   | Gesamtlänge:                                                             | 57:42 |

### Japanische Version
| Nr.          | Titel                                          | Autor(en)                                                                | Länge |
| ------------ | ---------------------------------------------- | ------------------------------------------------------------------------ | ----- |
| 1.           | School’s Out (Gastmusiker: Sammy Hagar)        | Michael Bruce / Glen Buxton / Alice Cooper / Dennis Dunaway / Neal Smith | 4:21  |
| 2.           | Under My Wheels                                | Bruce / Dunaway / Bob Ezrin                                              | 3:29  |
| 3.           | I’m Eighteen                                   | Bruce / Buxton / Cooper / Dunaway / Smith                                | 3:47  |
| 4.           | Desperado                                      | Bruce / Cooper                                                           | 4:10  |
| 5.           | Lost in America (Gastmusiker: Slash)           | Cooper / Dan Wexler                                                      | 4:14  |
| 6.           | Teenage Lament ’74                             | Cooper / Smith                                                           | 3:28  |
| 7.           | I Never Cry                                    | Cooper / Dick Wagner                                                     | 3:53  |
| 8.           | Poison                                         | Desmond Child / Cooper / John McCurry                                    | 4:50  |
| 9.           | No More Mr. Nice Guy                           | Cooper / Bruce                                                           | 4:50  |
| 10.          | Bed of Nails                                   | Cooper / Child / Warren                                                  | 3:48  |
| 11.          | Clones                                         | David Carron                                                             | 3:00  |
| 12.          | Billion Dollar Babies                          | Cooper / Bruce / Smith / Vinson                                          | 3:121 |
| 13.          | Welcome to My Nightmare                        | Cooper / Wagner                                                          | 4:59  |
| 14.          | Only Women Bleed (Gastmusiker: Slash)          | Cooper / Wagner                                                          | 6:48  |
| 15.          | Feed My Frankenstein (Gastmusiker: Rob Zombie) | Nick Coler / Cooper / Mindwarp / Richardson                              | 4:29  |
| 16.          | Elected (Gastmusiker: Rob Zombie / Slash)      | Bruce / Buxton / Cooper / Dunaway / Smith                                | 5:00  |
| 17.          | Is Anyone Home? (Bonustrack (Studioaufnahme))  | Cooper / Wexler                                                          | 4:21  |
| Gesamtlänge: | Gesamtlänge:                                   | Gesamtlänge:                                                             | 71:08 |

### Australische Version
| Nr. | Titel                                          | Autor(en)                                                                | Länge |
| --- | ---------------------------------------------- | ------------------------------------------------------------------------ | ----- |
| 1.  | School’s Out (Gastmusiker: Sammy Hagar)        | Michael Bruce / Glen Buxton / Alice Cooper / Dennis Dunaway / Neal Smith | 4:21  |
| 2.  | Under My Wheels                                | Bruce / Dunaway / Bob Ezrin                                              | 3:29  |
| 3.  | I’m Eighteen                                   | Bruce / Buxton / Cooper / Dunaway / Smith                                | 3:47  |
| 4.  | Desperado                                      | Bruce / Cooper                                                           | 4:10  |
| 5.  | Lost in America (Gastmusiker: Slash)           | Cooper / Dan Wexler                                                      | 4:14  |
| 6.  | Teenage Lament ’74                             | Cooper / Smith                                                           | 3:28  |
| 7.  | I Never Cry                                    | Cooper / Dick Wagner                                                     | 3:53  |
| 8.  | Poison                                         | Desmond Child / Cooper / John McCurry                                    | 4:50  |
| 9.  | No More Mr. Nice Guy                           | Cooper / Bruce                                                           | 3:01  |
| 10. | Bed of Nails                                   | Cooper / Child / Warren                                                  | 3:48  |
| 11. | Only Women Bleed (Gastmusiker: Slash)          | Cooper / Wagner                                                          | 6:48  |
| 12. | Feed My Frankenstein (Gastmusiker: Rob Zombie) | Nick Coler / Cooper / Zodiac Mindwarp / Ian Richardson                   | 4:29  |
| 13. | Elected (Gastmusiker: Rob Zombie)              | Bruce / Buxton / Cooper / Dunaway / Smith                                | 5:00  |
| 14. | Is Anyone Home? (Bonustrack (Studioaufnahme))  | Cooper / Wexler                                                          | 4:21  |

Das Album wurde ebenfalls unter dem Titel Live at Cabo Wabo 96 und mit verändertem Cover-Artwork wiederveröffentlicht. Diese CD-Version ist eine Neuauflage der britischen beziehungsweise europäischen Fassung.

## Rezeption
A Fistful of Alice wurde in den Charts nicht notiert.
Musikexpress meinte, das zweite Livealbum in Alice Coopers habe „nichts von den theatralischen Live-Shows der Vergangenheit.“ Cooper greife zwar auf „Standards wie Elected oder Feed My Frankenstein zurück,“ intoniere gleichzeitig aber auch „Rares wie Teenage Lament 74.“ Und weil „der Altmeister gerade an einem neuen Album“ bastele, gebe es mit Is Anyone Home? schon mal eine „Kostprobe auf kommende Taten.“
Rock Hard schrieb, Soundqualität und Songauswahl gingen „in Ordnung“, das Spielniveau stehe „ohnehin außer Frage,“ da Cooper „wie immer eine handwerklich starke Begleitband auf die Bretter“ gestellt habe. Insgesamt böte das Album „13 Livetracks und eine – eher mittelprächtige – Studio-Bonus-Nummer“ (Is Anyone Home?), mit der Cooper andeute, dass „auch in Zukunft aus seiner Ecke keine sonderlich trendorientierten Experimente“ zu erwarten seien.
Das Rocks erkannte in der Liedauswahl die „Essentials“ und bezeichnete den Live-Mitschnitt als „funkensprühendes Kleinod“.